# Talpa (colore)
Il colore mostrato a destra è il  talpa, così come viene chiamato nel "Dizionario dei colori" del 1930, standard mondiale per i nomi del colore. Il primo uso di tale termine risale al 1830.
Talpa medio è il colore mostrato a destra.
Talpa sabbia è il colore mostrato a destra.
Talpa chiaro è il colore mostrato a destra.
Talpa pallido è il colore mostrato a destra.
Rosa talpa è il colore mostrato a destra.
La prima volta che si è usato il termine rosa talpa per indicare il colore mostrato a destra è stato nel 1924.
Malva talpa è il colore mostrato a destra.
La prima volta che si è usato il termine malva talpa per indicare il colore mostrato a destra è stato nel 1925.
Porpora talpa è il colore mostrato a destra.
Grigio talpa è il colore mostrato a destra.

## Confronto dei talpa
- Talpa chiaro (Hex: #EBC2AF) (RGB: 235, 194, 175)
- Talpa pallido (Hex: #BC987E) (RGB: 188, 152, 126)
- Talpa medio (Hex: #674C47) (RGB: 103, 76, 71)
- Porpora talpa (Hex: #504040) (RGB: 80,  64, 77)
- Talpa (Hex: #483C32) (RGB: 72, 60, 50)
- Grigio talpa (Hex: #8B8589) (RGB: 139, 133, 137)
- Talpa sabbia (Hex: #967117) (RGB: 150, 113, 23)
- Rosa talpa (Hex: #905D5D) (RGB: 144, 93, 93)
- Malva talpa (Hex: #915F6D) (RGB: 145, 95, 109)